# Кампаменто де ла КФЕ (Аламос)
Кампаменто де ла КФЕ (шп. Campamento de la CFE) насеље је у Мексику у савезној држави Сонора у општини Аламос. Насеље се налази на надморској висини од 101 м.

## Становништво
Према подацима из 2010. године у насељу су живела 3 становника.

### Хронологија
| Година       | 2000       | 2005 | 2010 |
| ------------ | ---------- | ---- | ---- |
| Становништво | 11 (7 / 4) | 4    | 3    |

### Попис
| # | Индикатор                     | Вредност |
| - | ----------------------------- | -------- |
| 1 | Укупно домаћинстава           | 16       |
| 2 | Укупно насељених домаћинстава | 1        |
| 3 | Величина локације             | 1        |